# Клайд Ковен
Клайд Лоррейн Ковен-молодший (англ. Clyde Lorrain Cowan Jr, 6 грудня 1919 — 24 травня 1974) — американський фізик, який разом із Фредеріком Райнесом вперше зареєстрував нейтрино. Відкриття було зроблено в нейтринному експерименті Ковена-Райнеса 1956 року. За це відкриття Райнесу в 1995 році, вже після смерті Ковена, отримав Нобелівську премію з фізики.

## Раннє життя
Ковен народився в Детройті, штат Мічиган. Він був старшим з чотирьох дітей в родині. В його дитинстві сім'я переїхала до Сент-Луїса, штат Міссурі, де він почав свою освіту, у державній школі. Навчаючись у Міссурійській гірничо-металургійній школі в Роллі, штат Міссурі, Ковен був головним редактором газети «Missouri Miner» у 1939—1940 роках і закінчив її в 1940 році, здобувши ступінь бакалавра хімічної інженерії.

## Військова кар'єра
Ковен був капітаном військово-повітряних сил США. Під час Другої світової війни був нагороджений Бронзовою Зіркою.
У 1936—1940 роках перебував у Корпусі підготовки офіцерів запасу. Коли Америка вступила у Другу світову війну в 1941 році, Ковен приєднався до Служби хімічної війни армії США в званні другого лейтенанта. У серпні 1942 року його перевели до восьмої повітряної армії, дислокованої в Лондоні в Англії. 1943 року він спроєктував і побудував експериментальну очисну установку для використання в разі газової атаки. У наступному році він приєднався до персоналу Британського відділення радіаційної лабораторії Массачусетського технологічного інституту, яке знаходилося в Грейт-Малверні в Англії. 1945 року він був офіцером зв'язку з Королівськими ВПС, працюючи над прискоренням передачі технічної інформації та обладнання. Він повернувся до Сполучених Штатів у 1945 році і працював на авіабазі Райт Паттерсон у Дейтоні, штат Огайо. Він залишив військову службу в 1946 році.

## Академічна кар'єра

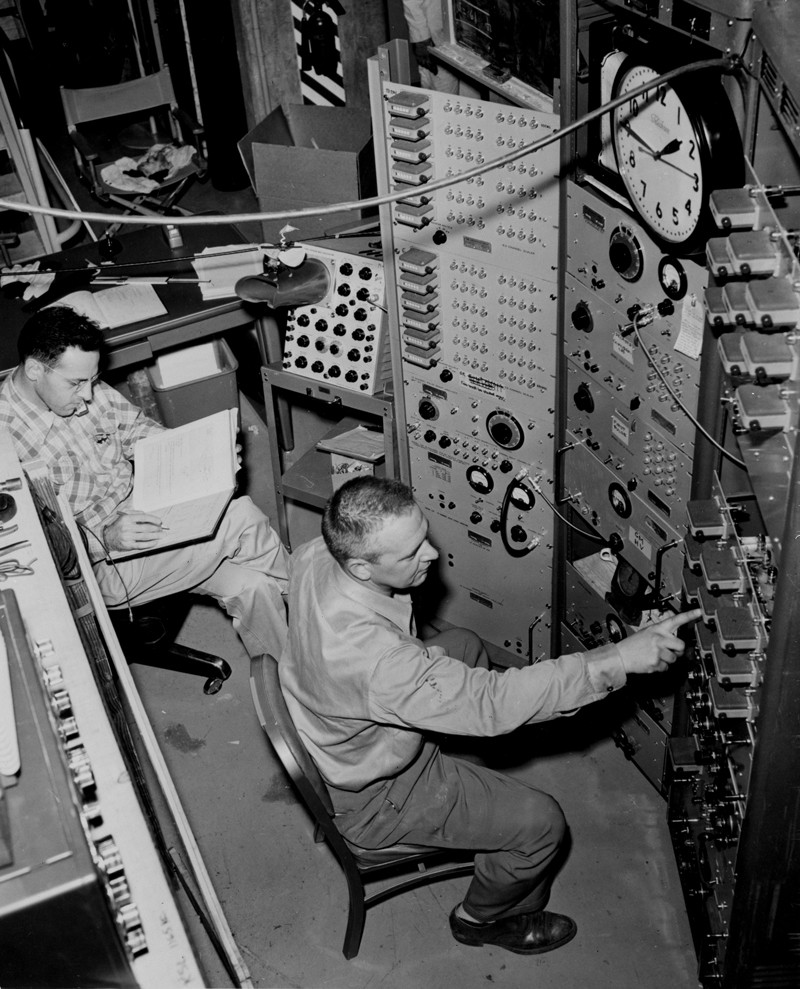
Фредерік Райнес, ліворуч, і Клайд Ковен за пультом управління нейтринного експерименту в Саванна-Рівер (бл. 1956)

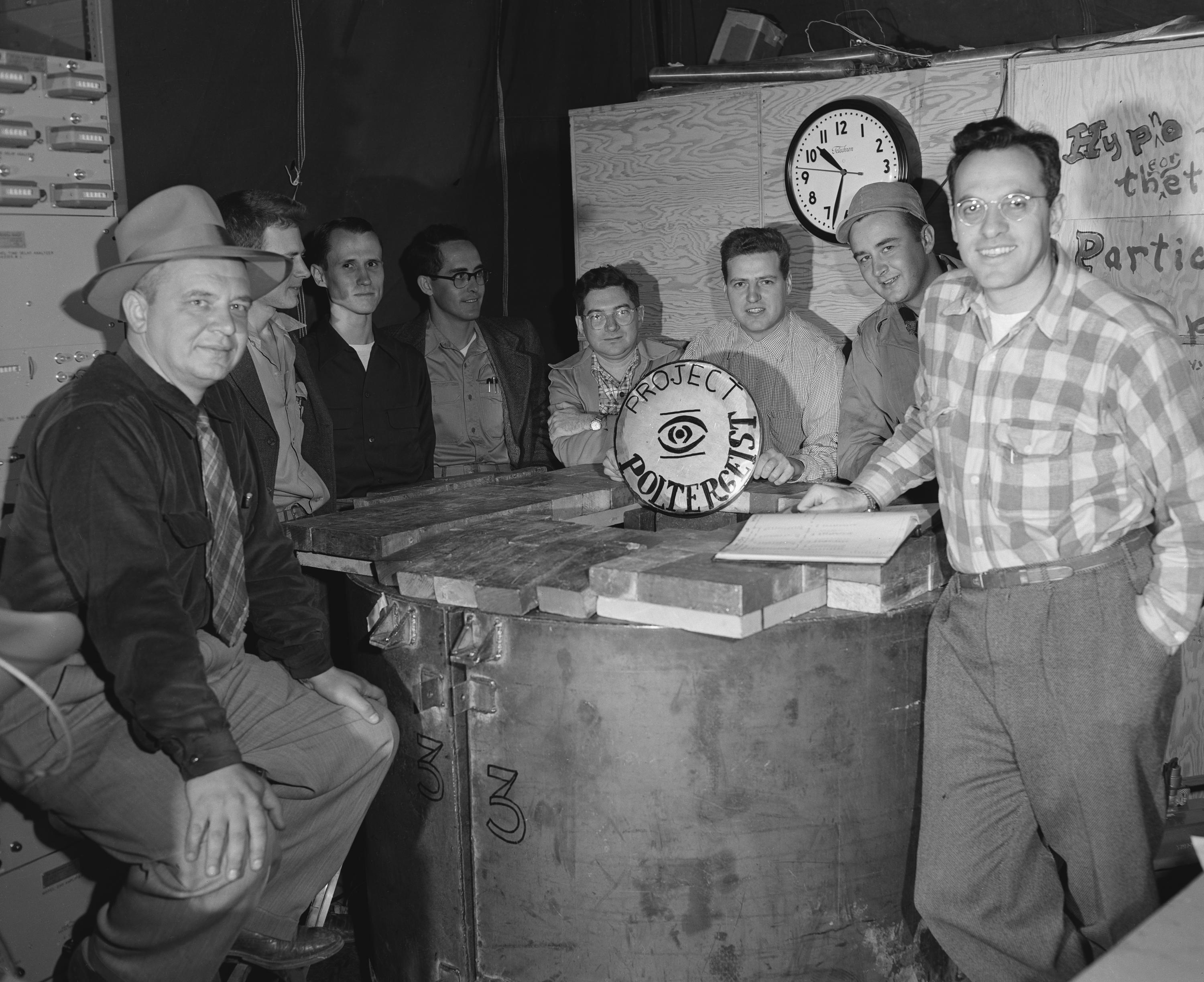
Фредерік Райнес (крайній праворуч) з Клайдом Ковеном (крайній ліворуч) та іншими учасниками проєкту «Полтергейст», 1953 рік

Скориставшись законом Законом про реінтеграцію військовослужбовців, Ковен відвідував Вашингтонський університет у Сент-Луїсі, штат Міссурі, здобувши ступінь магістра, а потім доктора філософії в 1949 році. Потім він приєднався до співробітників Лос-Аламоської наукової лабораторії в Нью-Мексико, де познайомився з Фредеріком Райнесом.
У 1951 році Райнес і Ковен почали нейтринний експеримент Ковена-Райнеса, сподіваючись виявити нейтрино. Як джерело потенційних нейтрино вони використали ядерний реактор у Саванна-Рівер в Ейкені, Південна Кароліна. Райнес і Ковен збирали дані місяцями, а в 1956 році дійшли висновку, що вони точно спостерігали нейтрино. Вони опублікували свою роботу в журналі Science за 20 липня 1956 року. Пізніше Райнес був нагороджений Нобелівською премією з фізики 1995 року за роботу над цим експериментом. Він один отримав нагороду, тому що Ковен помер у 1974 році, а Нобелівські премії посмертно не присуджують.
Ковен розпочав свою викладацьку кар'єру в 1957 році як професор фізики в Університеті Джорджа Вашингтона у Вашингтоні. Наступного року він залишив цей університет та приєднався до факультету Католицького університету Америки у Вашингтоні, округ Колумбія, і займав цю посаду до кінця свого життя. Він також виступав у різний час як консультант Комісії з атомної енергії США, Військово-морської лабораторії США, Військово-морської академії США, Армії США, United Mine Workers of America, Electric Boat та Смітсонівського інституту.
Ковен помер у Бетесді, штат Меріленд, від раптового серцевого нападу 24 травня 1974 року і був похований на Арлінгтонському національному цвинтарі.

## Сім'я
Ковен одружився у Вудфорді, Англія, 29 січня 1943 року з Бетті Елеанор, дочкою Джорджа Генрі та Мейбл Джейн (Мазер) Дангем з Ванстеда, Англія. Семеро їхніх дітей померли в дитинстві, а троє дітей вижили. Ковен усиновив двох синів.
Ковен був прямим нащадком Лоренцо Лангстрота, «батька американського бджільництва».